# Yoshie Wada
Pour les articles homonymes, voir Wada.
Yoshie Wada (和田 芳恵, Wada Yoshie, 6 avril 1906 - 5 octobre 1977) est un romancier et critique littéraire japonais.
Né à Oshamambe, Hokkaidō, Wada est diplômé en droit de l'Université Chūō. Outre ses romans dans la tradition naturaliste, il a édité les journaux d'Ichiyō Higuchi et Fumiko Hayashi. Il a reçu un grand nombre des plus hautes distinctions littéraires du Japon, dont le prix Akutagawa en 1941 pour Kakutō (« Le combat »),  le prix de l'Académie japonaise des arts en 1957 pour Ichiyō no nikki (« journal d'Ichiyō Higuchi » ), le prix Naoki en 1963 pour Chiri no Naka, et le prix Yomiuri en 1974 pour Tsugiki no dai.

## Ouvrages (sélection)
- Higuchi Ichiyō, Chikuma Shobō, 1954
- Hayashi Fumiko, Chikuma Shobō, 1961
- Aijō no kiroku, Chikuma Shobō, 1969
- Ichiyō tanjō, Gendai Shokan, 1969

## Source de la traduction
- (en) Cet article est partiellement ou en totalité issu de l’article de Wikipédia en anglais intitulé « Yoshie Wada » (voir la liste des auteurs).